# Phoenix Command
Phoenix Command est à mi-chemin entre le jeu de rôle et de la simulation de combat tactique. Le système est d'ailleurs axé autour du système de combat à distance. Dans la 1re édition, les règles de développement des personnages sont par ailleurs minimalistes.
Vers la fin de son évolution, la gamme s'est enrichie de suppléments permettant d'intégrer les tirs d'artillerie et les véhicules (de la jeep au T-80 russe) au cœur des combats.
Les règles de Phoenix Command ont été reprises dans d'autres éditions de l'éditeur comme Aliens et Living Steel.

## Éditeur
- Leading Edges

## Parutions

### Règles
- Phoenix Command (1e Edition, 1986)
- Phoenix Command (2e Edition, 1987)
- Phoenix Command (3e Edition, 1989)
- Phoenix Command (4e Edition, 1991)

### Suppléments
- Advanced Rules for Small Arms Combat (1986)
- Small Arms Combat System (1989)
- Damage Tables: Small Arms (1986)
- Damage Tables: Small Arms 2e Ed. (1991)
- Hand to Hand Combat System (1988)
- World War II Weapon Data Supplement (1988)
- High-Tech Weapon Data Supplement (1988)
- Wild West Weapon Data Supplement (1989)
- Special Weapons Data Supplement (1991)
- Civilian & Police Weapon Data Supplement (1991)
- Artillery System (1991)
- Light Vehicle Supplement (1992)
- Mechanized Combat System (1992)
- Phoenix Command Expansion (1992)
- Mechanized Playing Aids (1993)
- Playing Aids (1993)

### Aventures
- Russian Roulette (1983)
- Conflict in the Middle East (1983)
- Lock & Load: Vietnam (1983)